# 고준봉급 상륙함
고준봉급 상륙함(孤隼峰級 上陸艦)은 대한민국의 전차상륙함이다. 후속함급은 천왕봉급 상륙함이다.

## 함정 목록
- LST-681 고준봉
- LST-682 비로봉
- LST-683 향로봉
- LST-685 성인봉

## 제원
- 건조: 한진중공업
- 기준배수량: 2,600 톤
- 만재배수량: 4,300 톤
- 길이: 112.7 m
- 폭: 15.4 m
- 홀수: 3.1 m
- 승조원: 363명
- 추진방식: CODAD
- 엔진: S.E.M.T. Pielstick 16 PA6V 280 디젤엔진 2기 (12,800 마력)
- 2축 추진
- 최대속도: 16노트
- 순항속도: 12노트
- 항속거리: 4,500 m
- 기만기: DAGAIE 채프/플레어 발사기
- 지휘 무장 통제: Selenia NA 18, 광학 지시기, WCS-86
- 수상 수색 레이다: SPS-64 - E/F밴드
- TACAN: SNR 15
- 소나
- 무장:
  - 40mmL/60K 2연장 함포 (1번함)
  - 40mm L70K 노봉 2연장 함포 (2번함 이후)
  - 20mm 발칸 함포 2문
- 항공기: UH-60 헬기 1대

## 사진첩

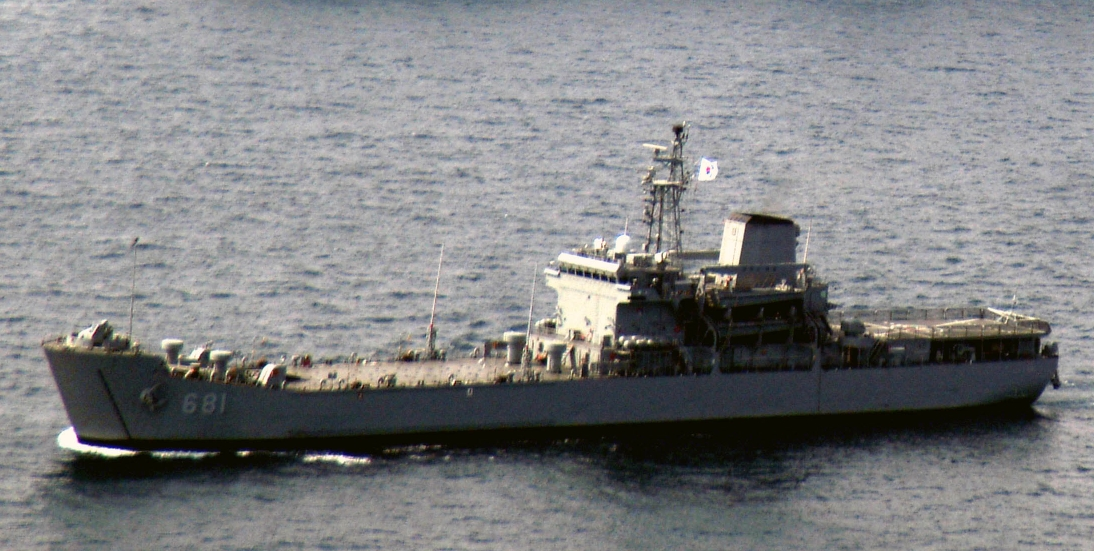
PHOTOEX 2004 (Photo Exercise) 에 참가중인 LST-681 고준봉
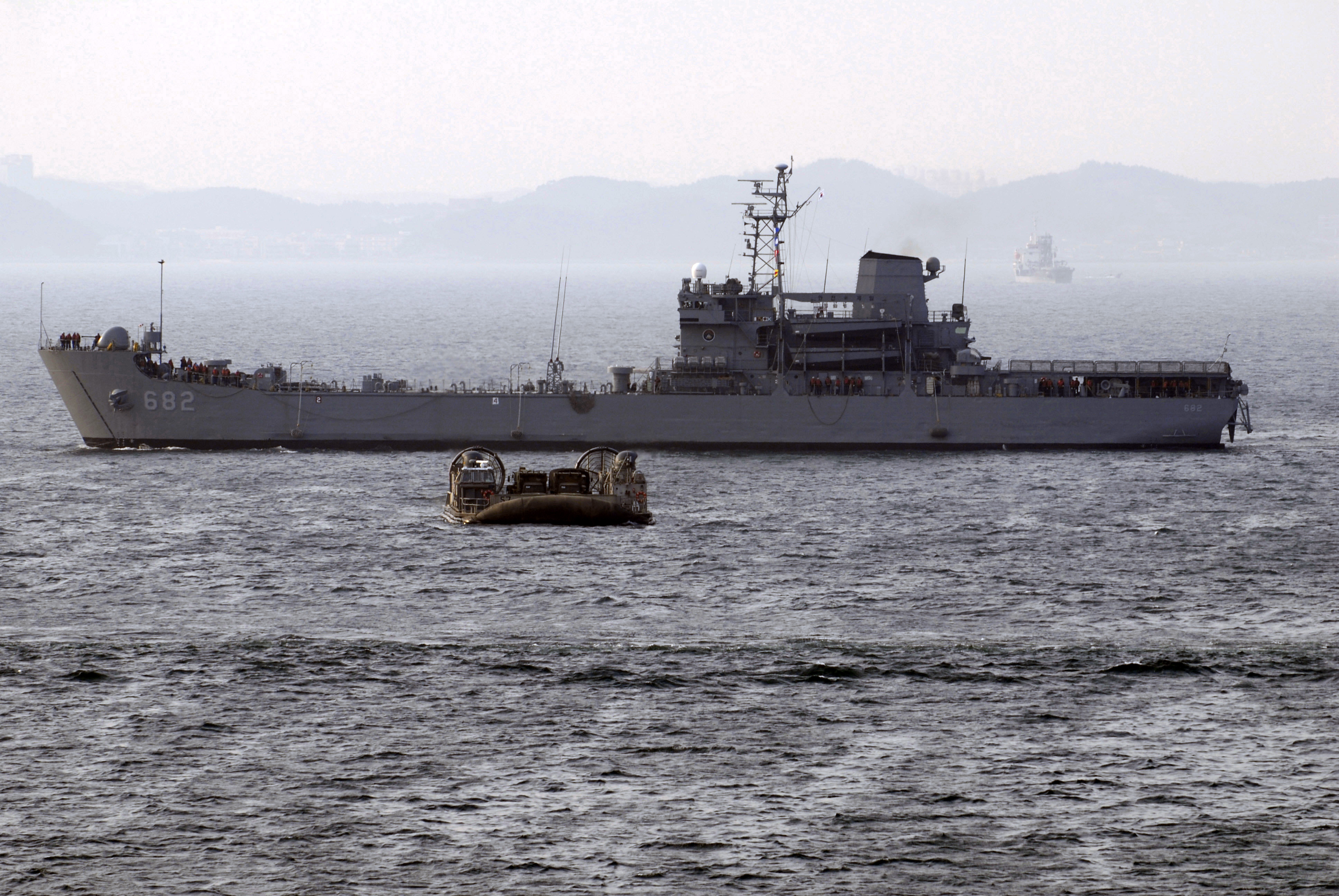
Foal Eagle 2007 훈련 중인 LST-682 비로봉
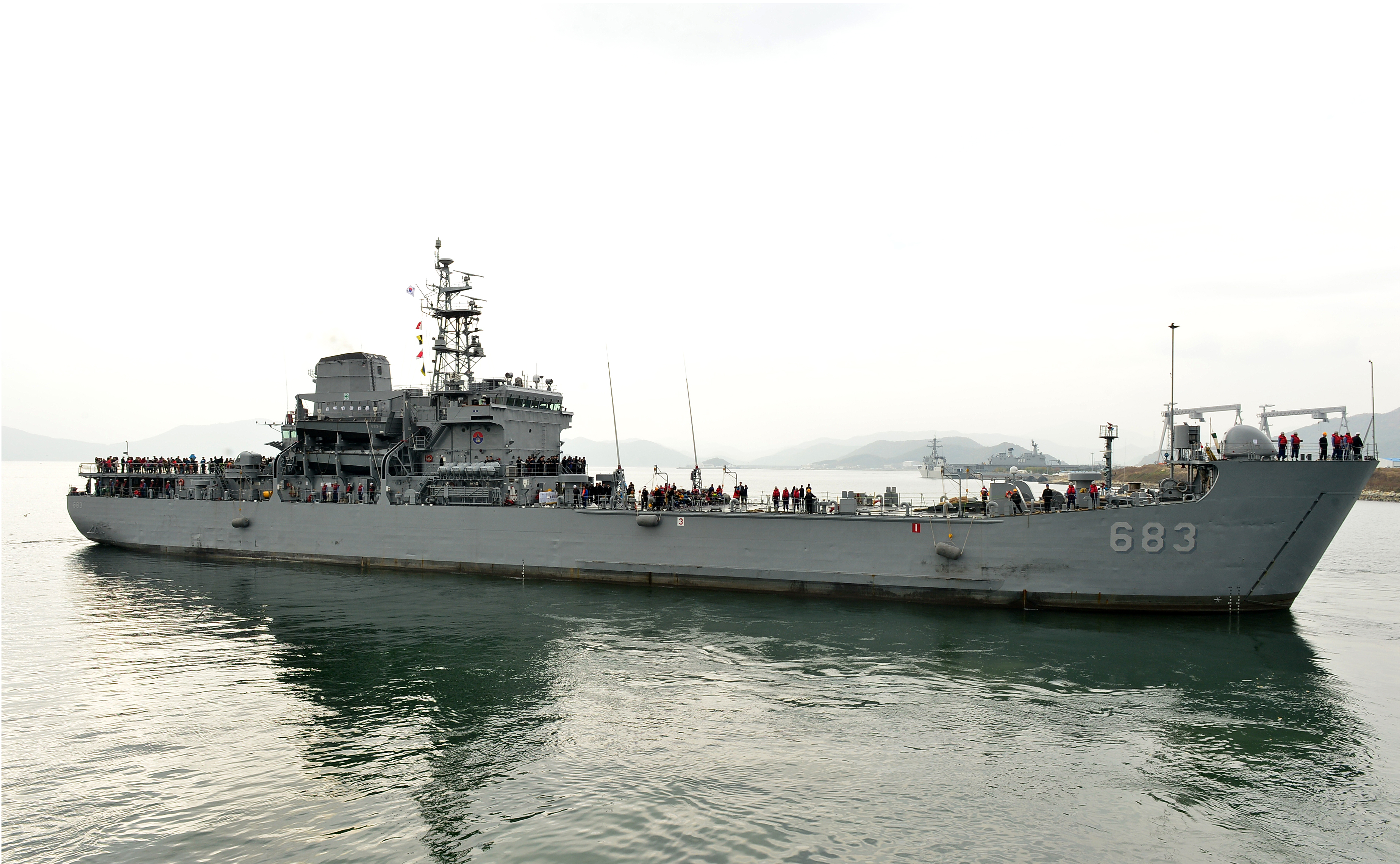
대한민국 해군 창설 제70주년에 참가한 LST-683 향로봉
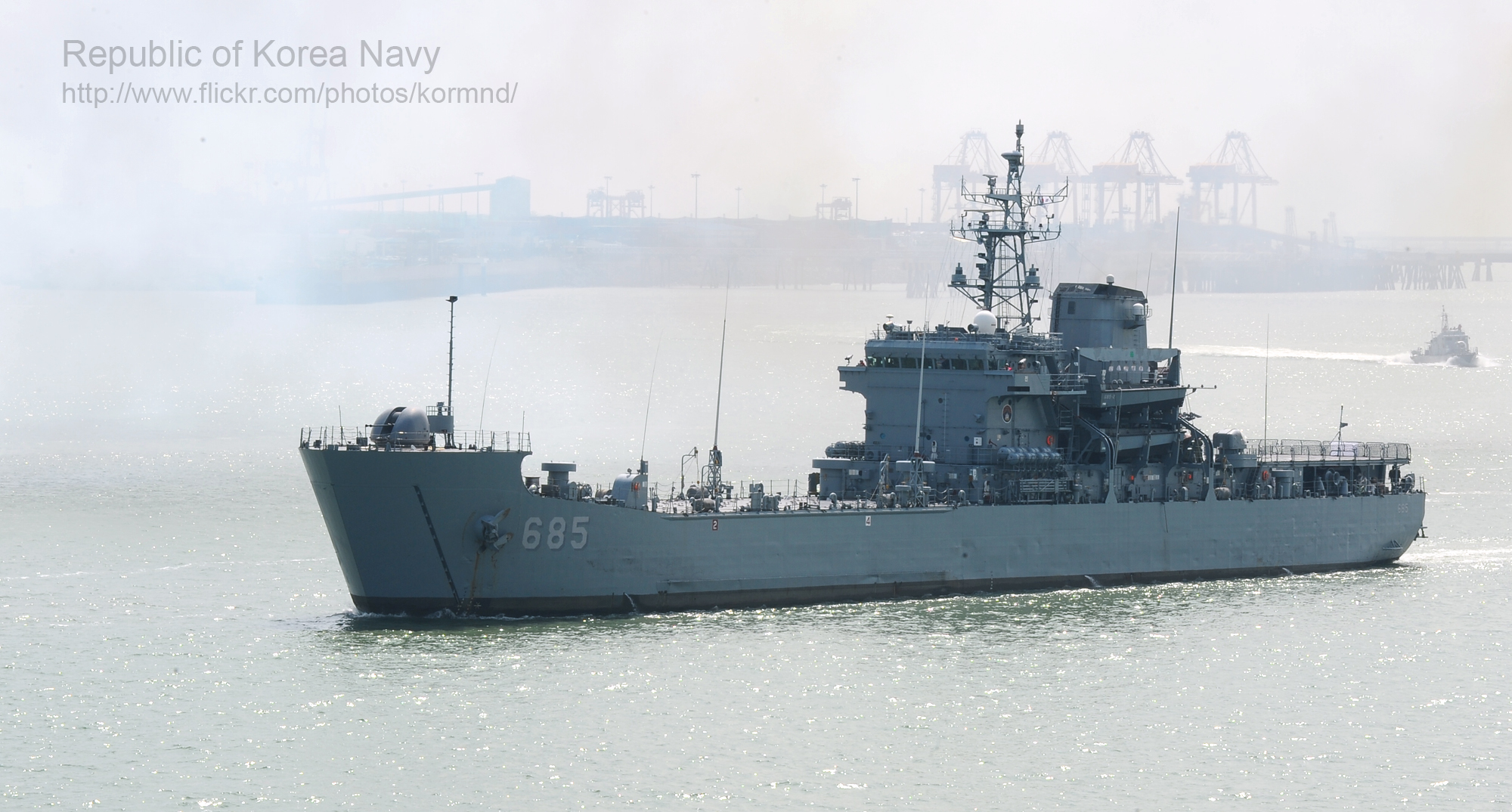
인천 상륙작전 재현행사에 참가한 LST-685 성인봉